# New Grass Revival
New Grass Revival fue una banda estadounidense de  bluegrass progresivo fundada en 1971, y compuesta por Sam Bush, Courtney Johnson, Ebo Walker, Curtis Burch, Butch Robins, John Cowan, Béla Fleck y Pat Flynn . Estuvieron activos entre 1971 y 1989, lanzando más de veinte álbumes y seis sencillos. Su sencillo de mayor éxito fue "Callin' Baton Rouge", que alcanzó el puesto n.º 37 de la lista Billboard Hot Country Songs de Estados Unidos en 1989. En 2020, el grupo fue incluido en el Salón de la Fama de la Música Bluegrass. 

## Historia

### Inicios
Los orígenes de New Grass Revival se encuentran en el grupo Bluegrass Alliance, al que Sam Bush (voz, violín, guitarra, mandolina) y Courtney Johnson (banjo, voz) se unieron en 1970.  En ese momento, la formación también contaba con el bajista Ebo Walker y el violinista Lonnie Peerce.  Curtis Burch (dobro, guitarra, voz) se unió a la banda, mientras que en 1972, Peerce la abandonó, decidiendo los miembros restantes continuar bajo el nombre de New Grass Revival.  La banda lanzó su álbum debut, The Arrival of the New Grass Revival, ese mismo año con el sello discográfico Starday Records. 
Desde sus inicios, la banda rompió con los convencionalismos tradicionales del género,  llevaban el cabello largo, usaban ropa informal e interpretaban versiones de canciones de una gran variedad de géneros, incluida música de Jerry Lee Lewis (" Great Balls of Fire "), los Beatles (" Get Back "; " I' m Down "), y Bob Marley (" One Love/People Get Ready "), además de canciones protesta (" One Tin Soldier "). Esta ruptura con la tradición del bluegrass no fue bien recibida en algunos sectores, algunos pensaron que no era la forma en que Bill Monroe pretendía que se tocara el bluegrass.  "Nuestra razón para hacer música de tipo más nuevo no fue pretenciosa, irreverente, sarcástica o irrespetuosa", explicó Curtis Burch. "Sentimos que la gente estaba preparada para ver que realmente se podía ampliar el sonido utilizando esos mismos instrumentos".  En 1979, se convirtieron en el grupo telonero de Leon Russell. 
Tras el lanzamiento de su álbum debut, Walker abandonó la formación y fue reemplazado por Butch Robins, quien estuvo con la banda desde julio de 1973 hasta noviembre de 1974  Fue reemplazado por John Cowan.  Esta formación se mantuvo estable durante la década de 1970, grabando álbumes con el sello Flying Fish Records.  New Grass Revival nunca tocó bluegrass tradicional, todos los miembros aportaron elementos de rock and roll, jazz y blues al sonido del grupo.  En consecuencia, ciertos sectores de la comunidad bluegrass los despreciaron, pero también ganaron un grupo de oyentes devotos.

### Éxito comercial
En 1981, Johnson y Burch dejaron la banda cansados de hacer giras.  Bush y Cowan continuaron con el grupo, reemplazándolos por el virtuoso banjoista Béla Fleck y el guitarrista Pat Flynn.  Las composiciones de Fleck como "Metric Lips", "Seven by Seven" y "Big Foot" fueron bien recibidas, al igual que "Do What You Gotta Do", "Lonely Rider" y "On The Boulevard" de Pat Flynn, quien también aportó al grupo una fuerte voz solista y armónica, así como un estilo de guitarra distintivo.
En 1984, el grupo firmó con Sugar Hill Records y lanzó su primer álbum con la nueva formación, On the Boulevard .  En 1986, la banda firmó con EMI Records y lanzó un álbum homónimo, que resultó ser su avance hacia la corriente principal.  Dos de los sencillos del álbum, "What You Do to Me" y "Ain't That Peculiar", fueron éxitos menores en las listas de country, y el tema de Fleck "Seven by Seven" fue nominado a un premio Grammy al Mejor Instrumental Country. .  Hold to a Dream, lanzado en 1987, contenía sencillos exitosos como "Unconditional Love" y "Can't Stop Now". 
En 1989, New Grass Revival lanzó su tercer álbum con un sello importante, Friday Night in America, que fue otro éxito comercial.  "Callin' Baton Rouge" se convirtió en su primer sencillo Top 40, seguido por el éxito número 58 "You Plant Your Fields". A pesar de que la banda era más popular que nunca, Sam Bush decidió disolver el grupo después del lanzamiento de Friday Night in America.  Bush su propia banda; The Sam Bush Band y Fleck por su parte inició una exitosa carrera en solitario.

### Reuniones
En 1993, Bush, Cowan, Fleck y Flynn regresaron al estudio para colaborar con Garth Brooks en su grabación de "Callin' Baton Rouge". La banjoista Courtney Johnson murió de cáncer de pulmón en 1996 a los 56 años.  Bush, Fleck, Cowan y Burch se reunieron para un concierto homenaje el 24 de septiembre de 1996 en el Auditorio Ryman de Nashville (Tennessee), en beneficio de su viuda.  El concierto incluyó a varios músicos y grupos, como John Hartford, Hot Rize, Tim O'Brien, Vassar Clements, Del McCoury Band, Ricky Skaggs, Pete Rowan, Jerry Douglas y otros. 
En 1997, cuando Garth Brooks fue invitado a Late Night with Conan O'Brien para interpretar "Do What You Gotta Do", una canción escrita por Pat Flynn, le pidió a Flynn, Bush, Cowan y Fleck que se unieran a él para interpretarla. En abril de 2007, Bush, Fleck, Cowan y Flynn aparecieron juntos en el vigésimo aniversario del MerleFest y tocaron la canción de Townes Van Zandt "White Freight Liner".  La reunión de una sola canción fue la primera vez que los cuatro tocaron juntos en una década. Sam Bush, John Cowan y Curtis Burch actuaron con sus propios grupos en el primer Festival Internacional Newgrass del mundo del 21 al 23 de agosto de 2009 en Ballance Motox (Kentucky). 

## Discografía

### Álbumes de estudio
| Año  | Álbum                   | Top Country Albums | Sello       |
| ---- | ----------------------- | ------------------ | ----------- |
| 1972 | New Grass Revival       |                    | Starday     |
| 1975 | Fly Through the Country |                    | Flying Fish |
| 1977 | When the Storm is Over  |                    | Flying Fish |
| 1979 | Barren County           |                    | Flying Fish |
| 1981 | Commonwealth            |                    | Flying Fish |
| 1984 | On the Boulevard        |                    | Sugar Hill  |
| 1986 | New Grass Revival       | 66                 | EMI         |
| 1987 | Hold to a Dream         |                    | Capitol     |
| 1989 | Friday Night in America |                    | Capitol     |

### Álbumes en directo
| Año  | Álbum                     | Sello       |
| ---- | ------------------------- | ----------- |
| 1977 | Too Late to Turn Back Now | Flying Fish |
| 1984 | Live                      | Flying Fish |

### Recopilatorios
| Año  | Álbum                                          | Sello   |
| ---- | ---------------------------------------------- | ------- |
| 1990 | Anthology                                      | Liberty |
| 1994 | Best of New Grass Revival                      | Liberty |
| 2005 | Grass Roots: The Best of the New Grass Revival | Capitol |

### Colaboraciones
| Año  | Álbum                                                      | Sello        |
| ---- | ---------------------------------------------------------- | ------------ |
| 1977 | Land of the Navajo (con Peter Rowan)                       | Flying Fish  |
| 1981 | The Live Album (con Leon Russell)                          | Paradise     |
| 1984 | Deviation (con Bela Fleck)                                 | Rounder      |
| 1984 | Late as Usual (con Sam Bush)                               | Rounder      |
| 2001 | Rhythm & Bluegrass: Hank Wilson, Vol. 4 (con Leon Russell) | Leon Russell |